# X Factor Sverige
X Factor Sverige var ett musikunderhållnings- och talangjaktsprogram med David Hellenius som programledare. Programmet hade premiär i TV4 den 9 september 2012.
Det var under 2011 som TV4 gick ut med uppgifterna om att man hade planer på att börja sända en svensk version av det brittiska talangjaktsprogrammet The X Factor. Samtidigt gick man även ut med informationen om att programmet skulle bli ersättare för det tidigare talangprogrammet Idol som sändes på kanalen mellan åren 2004 och 2011. Den enda att vinna X Factor Sverige var Awa Santesson-Sey. I januari 2013 meddelade TV4 att X Factor inte skulle sändas under 2013, och att en ny säsong av Idol skulle göras.

## Format
X Factor Sverige baserades på det ursprungligen brittiska TV-programmet The X Factor. Programmet inleddes med ett antal förinspelade uttagningar för att sedan övergå i direktsända program likt exempelvis Idol.
Både musikgrupper och soloartister fick delta i programmet. De som kom på uttagningarna skulle dock ha fyllt 14 år senast den dagen de sökte till programmet. Var man under 18 år krävdes målsmans underskrift på ansökningsblanketten.
Programmet skedde i följande steg: Audition → Audition nr 2 → Bootcamp → Sista gallringen → Livesändningar → Finalen

## Säsongsinformation
| Säsong          | Sändningsdatum                | Vinnare           | Tvåa       | Trea           | Jury                                                  | Programledare huvudsändningen | Programledare Extra/Eftersnack |
| --------------- | ----------------------------- | ----------------- | ---------- | -------------- | ----------------------------------------------------- | ----------------------------- | ------------------------------ |
| Säsong 1 (2012) | 9 september - 7 december 2012 | Awa Santesson-Sey | Benny Hult | Isak Danielson | Orup, Ison Glasgow, Marie Serneholt, Andreas Carlsson | David Hellenius               | Martin Björk & Sara Lumholdt   |